# Ван Нгуен, Тай Дай
Тай Дай Ван Нгуен (чеш. Thai Dai Van Nguyen; род. 12 декабря 2001, Прага) — чешский шахматист, гроссмейстер (2018).

## Биография и карьера
Отец Тай Дай Ван Нгуена — вьетнамский бизнесмен.
В 2011 году Тай Дай Ван Нгуен выиграл юношеский чемпионат Чехии по шахматам в возрастной группе до 10 лет. Далее, он дважды подряд выиграл юношеский чемпионат Чехии по шахматам в возрастной группе до 12 лет (2012, 2013).  
Принимал участие в юношеских чемпионате Европы и чемпионате мира в разных возрастных группах. Лучший результат — в 2019 году в Братиславе Ван Нгуен выиграл чемпионат Европы в возрастной группе до 18 лет.  
В 2017 году принял участие в Будапештском международном шахматном турнире First Saturday, где дважды одержал победу.  
В 2016 году Ван Нгуен был удостоен звания международного мастера ФИДЕ и получил титул гроссмейстера два года спустя . В 16 лет Ван Нгуен стал самым молодым шахматным гроссмейстером в Чехии.
Участник личного чемпионата Европы 2018 года — занял 44-е место.

## Спортивные результаты
| Год       | Город    | Турнир                            | + | − | = | Результат | Место  |
| --------- | -------- | --------------------------------- | - | - | - | --------- | ------ |
| 2015      | Оломоуц  | «OLOMOUC CHESS SUMMER 2015 A1»    | 3 | 1 | 5 | 5½ из 9   | [ 14 ] |
| 2015/2016 |          | «tht Extraliga 2015/2016»         | 6 | 0 | 4 | 8 из 10   | [ 15 ] |
| 2016      | Кечкемет | «Chess in Kecskemet GM Feb 2016»  | 4 | 2 | 5 | 6½ из 11  | [ 16 ] |
|           | Карлсруэ | «GRENKE Chess Open 2016 A-Open»   | 5 | 2 | 2 | 6 из 9    | [ 17 ] |
| 2017      | Будапешт | «First Saturday GM Aug 2017»      | 5 | 0 | 4 | 7 из 9    | [ 18 ] |
|           | Будапешт | «First Saturday GM December 2017» | 5 | 0 | 4 | 7 из 9    | [ 19 ] |
|           |          |                                   |   |   |   | из        |        |